# Blomstrom Manufacturing Company
Blomstrom Manufacturing Company, vorher C. H. Blomstrom Motor Company, war ein US-amerikanischer Hersteller von Automobilen.

## Unternehmensgeschichte
C. H. Blomstrom hatte 1897 und 1899 zwei Prototypen hergestellt. 1902 wurde er ein offizieller Hersteller in Detroit in Michigan. Die Firmierung ist nicht überliefert. Er fertigte 25 Fahrzeuge bis Ende 1903 unter dem Markennamen Blomstrom.
Anfang 1904 gründete er die C. H. Blomstrom Motor Company und setzte die Produktion von Automobilen fort, die nun als Queen vermarktet wurden. Im Sommer 1906 kam es zu Problemen mit den Behörden. Im Oktober 1906 folgte der Zusammenschluss mit der De Luxe Motor Car Company. Damit endete die Produktion. Insgesamt entstanden etwa 1500 Fahrzeuge.
Daraufhin gab es die Blomstrom Manufacturing Company. Die Fahrzeuge hießen von 1907 bis 1908 wieder Blomstrom. Die Produktionspläne für das Modelljahr 1908 beliefen sich auf 200 Fahrzeuge. Für ein besonderes Modell wurde von 1908 bis 1909 der Markenname Gyroscope verwendet. Hiervon entstanden nur wenige Fahrzeuge. 1914 ging das Unternehmen in die Insolvenz.
Blomstrom war 1914 an der Rex Motor Company und ab 1917 an der Safety Motor Company beteiligt.

## Fahrzeuge

### Markenname Blomstrom
Die Fahrzeuge von 1897 und 1899 blieben Prototypen.
Die Serienfahrzeuge hatten einen Einzylindermotor. Sie waren als Runabout karossiert.

### Markenname Queen
Ein Modell von 1904 hatte einen Einzylindermotor mit 139,7 mm Bohrung, 152,4 mm Hub, 2336 cm³ Hubraum und 8 PS Leistung. Daneben gab es ein Modell mit einem Zweizylindermotor. Beide waren als zweisitziger Runabout und als Tonneau erhältlich.
1905 umfasste das Sortiment vier Modelle. Das Model B hatte einen Zweizylindermotor mit 12 PS Leistung und ein Fahrgestell mit 185 cm Radstand. Überliefert sind Runabout und Tonneau. Das Model C mit Zweizylindermotor, 16 PS Leistung und 203 cm Radstand war nur als Tonneau erhältlich. Das Model D hatte einen Vierzylindermotor mit 24 PS Leistung. Der Radstand betrug 244 cm. Einzige Karosserieform war ein Tonneau mit seitlichem Zustieg. Das Model E hatte den Motor des Model C und die Karosserie des Model D, aber 213 cm Radstand.
1906 gab es ebenfalls ein Model E mit 213 cm Radstand. Der Zweizylindermotor war mit 16/20 PS angegeben. Der offene Tourenwagen bot Platz für fünf Personen. Das Model F hatte ebenfalls einen Zweizylindermotor. Er war mit 12/16 PS angegeben. Der Radstand des zweisitzigen Runabouts betrug 193 cm. Das Model K hatte einen Vierzylindermotor mit 26/28 PS Leistung. Auf ein Fahrgestell mit 254 cm Radstand wurde eine fünfsitzige Tourenwagenkarosserie montiert.

### Markenname Blomstrom
Das einzige Modell war das Model 30. Es war größer als die bisherigen Modelle von Queen. Der Vierzylindermotor leistete in den 1907er Modellen 30 PS und in den 1908er Modellen 35 PS. Der Radstand von 279 cm sowie die Aufbauten als fünfsitziger Tourenwagen und als dreisitziger Runabout waren in beiden Jahren gleich. Neu war der Kardanantrieb.

### Markenname Gyroscope
Das einzige Modell war der Griswold. Besonderheit waren Anbauteile für den Motor, die durch einen gyroskopischen Effekt für mehr Stabilität sorgen sollten. Das Patent dazu wurde von der Griswold Motor Company gekauft. Die Fahrzeuge hatten einen Zweizylindermotor, der mit 16,2 PS angegeben war. Der Radstand betrug 241 cm und die Spurweite 142 cm. Erhältlich waren Runabout und Tourenwagen. Page Woven Wire Fence Company und Lion Motor Car Company kauften die Antriebseinheiten.

## Modellübersicht
| Jahr      | Marke     | Modell   | Zylinder | Leistung (PS) | Radstand (cm) | Aufbau                                  |
| --------- | --------- | -------- | -------- | ------------- | ------------- | --------------------------------------- |
| 1897      | Blomstrom | Prototyp |          |               |               |                                         |
| 1899      | Blomstrom | Prototyp |          |               |               |                                         |
| 1902–1903 | Blomstrom | Runabout | 1        |               |               | Runabout                                |
| 1904      | Queen     | 8 HP     | 1        | 8             |               | Runabout, Tonneau                       |
| 1904      | Queen     |          | 2        |               |               | Runabout, Tonneau                       |
| 1905      | Queen     | Model B  | 2        | 12            | 185           | Runabout, Tonneau                       |
| 1905      | Queen     | Model C  | 2        | 16            | 203           | Tonneau                                 |
| 1905      | Queen     | Model D  | 4        | 24            | 244           | Side Entrance Tonneau                   |
| 1905      | Queen     | Model E  | 2        | 16            | 213           | Side Entrance Tonneau                   |
| 1906      | Queen     | Model E  | 2        | 16/20         | 213           | Tourenwagen 5-sitzig                    |
| 1906      | Queen     | Model F  | 2        | 12/16         | 193           | Runabout 2-sitzig                       |
| 1906      | Queen     | Model K  | 4        | 26/28         | 254           | Tourenwagen 5-sitzig                    |
| 1907      | Blomstrom | Model 30 | 4        | 30            | 279           | Tourenwagen 5-sitzig, Runabout 3-sitzig |
| 1908      | Blomstrom | Model 30 | 4        | 35            | 279           | Tourenwagen 5-sitzig, Runabout 3-sitzig |
| 1908–1909 | Gyroscope |          | 2        | 16,2          | 241           | Runabout, Tourenwagen                   |